# Hugh Thomas
Pour les articles homonymes, voir Hugh Thomas (homonymie) et Thomas.
Hugh Swynnerton Thomas, baron Thomas de Swynnerton, né le 21 octobre 1931 à Windsor et mort le 6 mai 2017 à Londres, est un historien britannique.

## Biographie
Né à Windsor en 1931, Hugh Thomas est le fils unique d’un officier colonial britannique, Hugh Whitelegge Thomas, et de Margery Swynnerton. Il effectue ses études dans une école privée huppée du Dorset, la Sherborne School, avant d'obtenir un BA en 1953, au Queens' College de l'université de Cambridge, où il sera notamment président du Cambridge Universities Labour Club. Il termine ensuite ses études à la Sorbonne, à Paris. 
Après ses études, il entame brièvement à partir de 1954 une carrière diplomatique, qu'il effectue notamment à l’ambassade britannique à Paris.
De 1966 à 1975, Hugh Thomas est professeur d'histoire à l'université de Reading. 

### Politique
Ancien leader d'un syndicat étudiant, Hugh Thomas milite d'abord au parti travailliste et travaille avec le premier ministre Harold Wilson,. Il échoue cependant à obtenir un mandat électif et quitte la gauche britannique qu’il considère trop peu favorable à l’Europe.
Hugh Thomas considère que la violence et le nationalisme ethnique constituent un déni de l'humanisme européen. C'est pour ses fortes convictions européennes et humanistes qu'à partir de 1975, il rallie la droite et le parti conservateur car il le considère plus sincèrement pro-européen. Il devient le conseiller du Premier ministre Margaret Thatcher, en tant que spécialiste du monde hispanique, en particulier dans la guerre des Malouines. Il est directeur du Centre for Policy Studies de Londres de 1979 à 1991. 
En 1981, il devient pair à vie en tant que baron Thomas de Swynnerton, de Notting Hill dans le Grand Londres. 
En 1997, en raison de son positionnement pro-européen, il rejoint les libéraux démocrates. Il est profondément affecté par le Brexit.

### Vie privée
Il était marié à Vanessa Jebb, fille du premier Secrétaire général des Nations unies par intérim, Gladwyn Jebb, dont il a deux fils et une fille.

## Historien de la guerre civile espagnole
En 1955, il effectue son premier voyage en Espagne et en 1961, publie un livre de référence sur la guerre civile espagnole intitulé The Spanish Civil War [La guerre civile espagnole] qui remporte le Prix Somerset-Maugham en 1962. Lors de la parution du livre en français, le journal Le Monde salue « le premier ouvrage considérant l’ensemble du conflit dans une perspective véritablement historique » de la part d’« un Anglais libéral et socialiste » mais considère néanmoins que le point du vue exprimé est « un peu trop extérieur au pays et à ses habitants » et souligne « une recherche excessive du sensationnel ».
Le livre n'est pas publié en Espagne franquiste, mais une édition espagnole du livre est publiée à Paris.
Une version revue et augmentée paraît en 1977
Quarante ans plus tard, à l'occasion de la réédition du livre, Hugh Thomas révise son jugement de l'époque sur les protagonistes de la guerre civile. S'estimant plus équilibré dans ses jugements puisque plus conservateur que dans les années 1960, il estime ainsi notamment que la guerre civile a opposé des révolutionnaires à des contre-révolutionnaires et considère comme plus compliqué et énigmatique ses origines et le niveau de violence qui sévissait déjà dans le pays entre 1931 et 1936, surtout au regard de l'Espagne de 2001, un pays démocrate et tolérant.

## Autres ouvrages
Thomas publie en 1971 Cuba, or the Pursuit of Freedom [Cuba ou La poursuite de la liberté], un ouvrage de plus de 1 500 pages retraçant l'histoire de Cuba de la domination coloniale espagnole jusqu'à la révolution cubaine. Il consacre dix années de recherches à la préparation de ce livre. Il est aussi l'auteur du Siècle d’or espagnol.
Il a écrit des ouvrages politiques pro-européens, des récits historiques ainsi que trois romans.

## Autres
Hugh Thomas ne doit pas être confondu avec deux autres auteurs d'ouvrages historiques, appelés aussi Hugh Thomas :
- W. Hugh Thomas écrivit sur l'Allemagne nazie ;
- Hugh M. Thomas est un Américain qui a écrit sur l'histoire de l'Angleterre.

## Ouvrages
Ouvrages traduits en français :
- La Guerre d'Espagne. Juillet 1936 - Mars 1939, Paris, Robert Laffont, 1961 - édit. révisée en 1977, édit. définitive publiée dans la collection Bouquins, 1986, 1040 p.  (ISBN 978-2221048443)
- Histoire inachevée du monde, Paris, Robert Laffont, 1986.
- La Traite des Noirs : 1440-1870  (trad. Guillaume Villeneuve, traduit de l'anglais The Slave Trade : The History of the Atlantic Slave Trade 1440–1870 ; (1997) ;éditions Simon & Schuster), Paris, Robert Laffont, coll. « Bouquins », 2006, 1062 p. (ISBN 9782221105597, présentation en ligne).
- La Conquête du Mexique, traduit par Guillaume Villeneuve, coll. « Bouquins », Paris, Robert Laffont, 2011, 1076 p.  (ISBN 978-2221113837)